# ليونيل مورغان
ليونيل مورغان (بالإنجليزية: Lionel Morgan)‏ (17 فبراير 1983 بمنطقة أنفيلد في المملكة المتحدة - ) هو لاعب كرة قدم بريطاني في مركز جناح ‏. شارك مع منتخب إنجلترا تحت 19 سنة لكرة القدم ومنتخب إنجلترا تحت 20 سنة لكرة القدم. أما مع النوادي، فقد لعب مع نادي ويمبلدون.

## وصلات خارجية
- ليونيل مورغان على موقع قاعدة بيانات كرة القدم.إي يو (الإنجليزية)
- ليونيل مورغان على موقع Soccerbase.com (لاعب) (الإنجليزية)